# Конституція Придністровської Молдавської Республіки
Конституція Придністровської Молдавської Республіки — основний закон Придністровської Молдавської Республіки. Прийнята на референдумі 24 грудня 1995 року, підписана Президентом ПМР 17 січня 1996 року.
Складається з 5 розділів, 106 статей в основній частині і 7 статей перехідних положень.
Відповідно до статті 1 Конституції, Придністровська Молдавська Республіка визначається як суверенна, незалежна, демократична та правова держава.